# Amery (Wisconsin)
Pour les articles homonymes, voir Amery.
Amery est une ville américaine située dans le comté de Polk, au Wisconsin. Selon le recensement de 2010, sa population est de 2 902 habitants.

## Personnalités
- J.E. Sunde  (1986-), auteur-compositeur-interprète de musique indie folk, est né à Amery.